# 1558 Järnefelt
1558 Järnefelt este un asteroid din centura principală de asteroizi.

## Descriere
1558 Järnefelt este un asteroid din centura principală de asteroizi. A fost descoperit pe 20 ianuarie 1942 la Turku de Liisi Oterma. El prezintă o orbită caracterizată de o semiaxă mare de 3,22 ua, o excentricitate de 0,03 și o înclinație de 10,5° în raport cu ecliptica.